# Brokvicker
Brokvicker (Vicia melanops) är en ärtväxtart som beskrevs av John Sibthorp och James Edward Smith. Enligt Catalogue of Life ingår Brokvicker i släktet vickrar och familjen ärtväxter, men enligt Dyntaxa är tillhörigheten istället släktet vickrar och familjen ärtväxter. Arten förekommer tillfälligt i Sverige, men reproducerar sig inte.

## Underarter
Arten delas in i följande underarter:
- V. m. loiseaui
- V. m. melanops